# Yupiks de Sibérie
Pour les articles homonymes, voir Yupik.
Les Yupiks de Sibérie (autoethnonyme), ou Eskimosses (en russe : Эскимосы), sont un peuple indigène qui vit le long de la côte de la péninsule tchouktche à l'extrême nord-est de la Russie et sur l'île Saint-Laurent en Alaska ainsi que dans quelques localités de la côte est de la Tchoukotka et sur l'île Wrangel. Ils sont apparentés aux autres Yupiks de Russie et d'Alaska et parlent des langues yupik, qui appartiennent à la famille des langues eskimo-aléoutes. Ils vivent de la chasse à la baleine autorisée par la Commission baleinière internationale.
Selon le recensement de 2002, les Yupiks de Sibérie étaient 1 750.

## Annexe

### Sources
- Cet article est partiellement ou en totalité issu de l'article intitulé « Eskimosses » (voir la liste des auteurs).